# San Miguel Norte
San Miguel Norte es uno de los 44 municipios de El Salvador ubicado en la región norte del departamento de San Miguel, en El Salvador. Con una extensión de 758,96 km² y una población estimada de 72.035 habitantes. El municipio se organiza en ocho distritos: Ciudad Barrios, Sesori, Nuevo Edén de San Juan, San Gerardo, San Luis de la Reina, Carolina, San Antonio y Chapeltique.

## Historia
El municipio de San Miguel Norte está compuesto por los distritos de Ciudad Barrios, Sesori, Nuevo Edén de San Juan, San Gerardo, San Luis de la Reina, Carolina, San Antonio y Chapeltique. Esta región posee una rica historia que refleja la diversidad cultural y el desarrollo socioeconómico de El Salvador.
Ciudad Barrios: Originalmente conocida como Cacahuatique, esta localidad fue elevada a la categoría de ciudad en honor al presidente Gerardo Barrios, quien nació en la región. Su desarrollo ha estado ligado a la agricultura y al comercio local.
Sesori: En 1550, Sesori contaba con aproximadamente 750 habitantes. Para 1740, bajo el nombre de Nuestra Señora de la Concepción Sesori, la población incluía alrededor de 33 indígenas tributarios, sumando unas 165 personas. En 1770, formaba parte del curato de Osicala y mantenía una población similar. El 10 de marzo de 1814, durante el mandato del mariscal de campo Santiago González, Sesori alcanzó la categoría de villa. En 1875, fue separada del distrito de San Miguel y agregada al de Chinameca. Para 1890, su población había crecido a 3,800 habitantes. 
Nuevo Edén de San Juan: Este distrito es reconocido como el lugar de nacimiento de José Gerardo Barrios Espinoza, destacado militar y político salvadoreño del siglo XIX. Su legado ha influido en la identidad cultural y política de la región. 
San Gerardo: Situado en la región septentrional del departamento de San Miguel, San Gerardo se formó a partir de varios valles habitados desde tiempos antiguos, como El Rodeo, Vega del Torola y San Jerónimo. El 19 de marzo de 1892, durante la administración del general Carlos Ezeta, estos valles se unieron para formar el pueblo de San Gerardo, incorporándose al distrito de Sesori. Se cree que el nombre se eligió en honor a Gerardo Barrios, ya que varias localidades de la zona disputan ser su lugar de nacimiento. 
San Luis de la Reina, Carolina, San Antonio y Chapeltique: Estos distritos tienen orígenes que se remontan a la época colonial, con comunidades dedicadas principalmente a la agricultura y al comercio local. A lo largo de los años, han contribuido al desarrollo económico y cultural de la región.
La creación del municipio de San Miguel Norte en 2023, como parte de una reestructuración territorial, unificó estos distritos bajo una sola administración. Esta reorganización tuvo como objetivo mejorar la gestión local y promover un desarrollo más equilibrado en la región oriental del país.
La historia de San Miguel Norte es testimonio de la integración de comunidades con raíces indígenas y coloniales, que han contribuido al desarrollo cultural y económico de El Salvador.

## Educación
El municipio de San Miguel Oeste cuenta con un total de 173 centros educativos distribuidos en sus ocho distritos, ofreciendo educación desde el nivel parvularia hasta la educación media, según datos del Ministerio de Educación.
A pesar de la amplia cobertura en educación básica y media, el municipio carece de instituciones de educación superior, lo que obliga a los jóvenes que desean continuar sus estudios universitarios a trasladarse a otros municipios. La mayoría opta por viajar a San Miguel Centro, donde se encuentran universidades como la Universidad de El Salvador, la Universidad de Oriente y la Universidad Capitán General Gerardo Barrios, entre otras.
Esta falta de educación superior en San Miguel Norte representa un desafío significativo para los estudiantes, quienes deben invertir tiempo y recursos adicionales en transporte para acceder a una formación universitaria. Para algunos jóvenes de comunidades más alejadas dentro del municipio, estas dificultades pueden incluso convertirse en un obstáculo para continuar sus estudios, limitando sus oportunidades de desarrollo profesional.

## Infraestructura

### Infraestructura vial[8]
El municipio de San Miguel Norte cuenta con una infraestructura vial que facilita la conexión entre sus distritos y con otras regiones del país. Sin embargo, la accesibilidad varía considerablemente entre las diferentes localidades, con algunos distritos mejor conectados que otros.
Chapeltique, ubicado en la parte sur del municipio, es un punto clave en la red vial local. Desde aquí parten dos importantes carreteras secundarias: la SAM28N, que conecta Chapeltique con Sesori en el noroeste, y la SAM07N, que enlaza Chapeltique con Ciudad Barrios en el norte, otro de los principales centros urbanos del municipio.
Desde Ciudad Barrios, la calle SAM31E se extiende hacia el norte hasta intersecar con la carretera CA03E, también conocida como Calle Longitudinal del Norte, la cual atraviesa el país de este a oeste. En esta intersección, si se sigue hacia el oeste, se encuentra otra bifurcación donde nace la calle SAM32N, que conecta directamente con el distrito de Carolina.
La CA03E es una vía fundamental para la conectividad del municipio, ya que atraviesa varios distritos de San Miguel Norte. En su recorrido de este a oeste, la carretera pasa por San Luis de la Reina, San Gerardo y Nuevo Edén de San Juan, proporcionando acceso directo a estas localidades. Continuando hacia el oeste, la carretera se extiende hasta el departamento de Cabañas, facilitando la conexión con otras zonas del país.
El distrito con la menor accesibilidad vial es San Antonio. Para llegar a este, es necesario partir desde la intersección de Ciudad Barrios con la CA03E y dirigirse al este. Antes de llegar al municipio de San Simón, en el departamento de Morazán, se encuentra una intersección poco transitada donde un camino rural sin pavimento conduce hasta San Antonio. Esta falta de infraestructura vial pavimentada dificulta el acceso y el desarrollo de esta localidad en comparación con los demás distritos del municipio.